# Ide Schelling

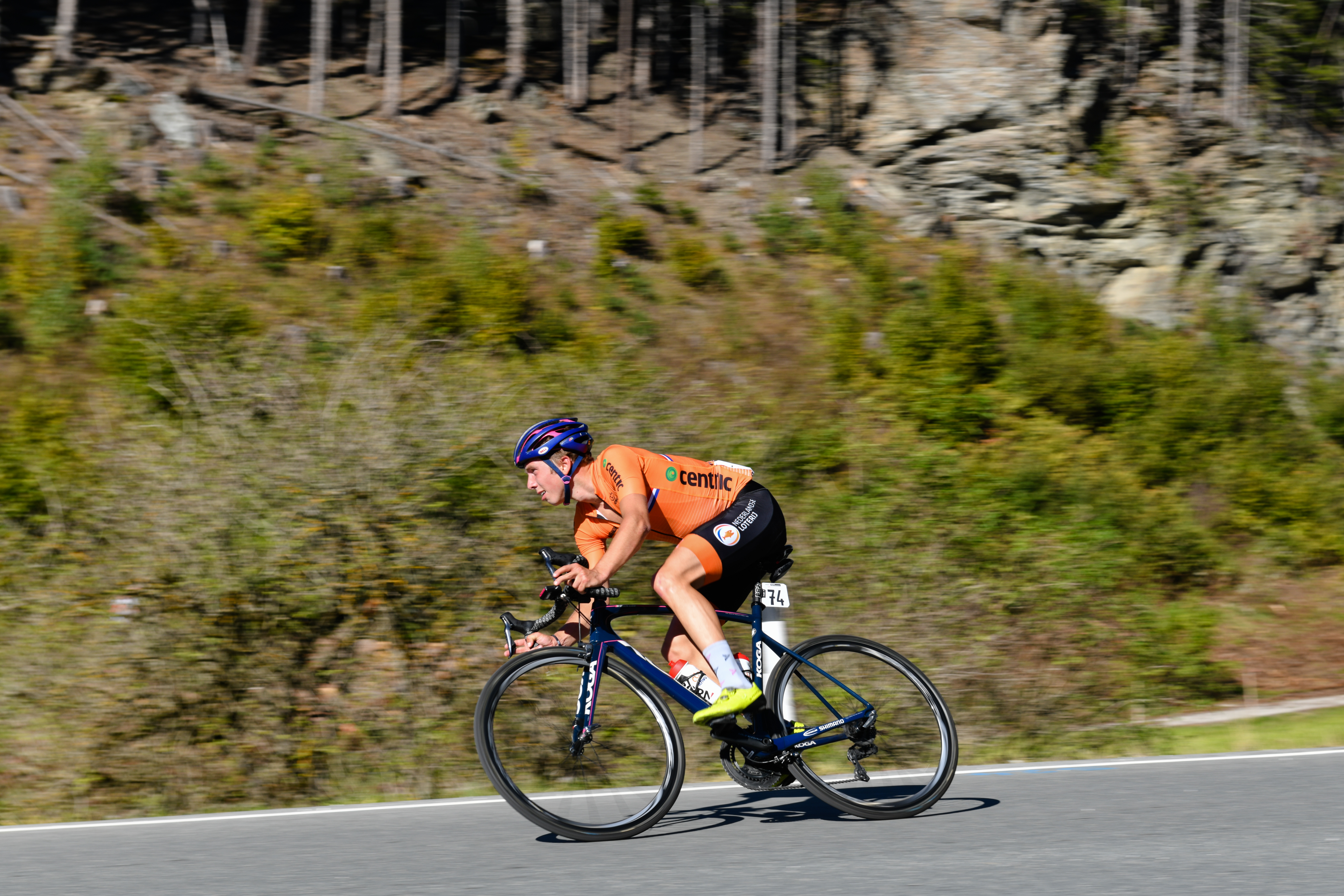
Ide Schelling in azione ai Mondiali su strada di Innsbruck 2018.

Ide Schelling (L'Aia, 6 febbraio 1998) è un ciclista su strada olandese, professionista dal 2020, che corre per l'XDS Astana Team.

## Palmarès

### Strada
- 2016 (Juniores, tre vittorie)

1ª tappa Ronde des Vallées (Mûr-de-Bretagne > Le Quillio)
Classifica generale Ronde des Vallées
1ª tappa Grand Prix Rüebliland (Gunzwil > Gunzwil)
- 2018 (SEG Racing Academy, una vittoria)

Ronde van Werkendam
- 2019 (SEG Racing Academy, una vittoria)

1ª tappa Giro della Valle d'Aosta (Sainte-Foy-Tarentaise > Saint Gervais Mont Blanc)
- 2021 (Bora-Hansgrohe, una vittoria)

Grosser Preis des Kantons Aargau
- 2023 (Bora-Hansgrohe, due vittorie)

2ª tappa Giro dei Paesi Baschi (Viana > Leitza)
3ª tappa Giro di Slovenia (Grosuplje > Postojna)

#### Altri successi
- 2015 (Juniores)

1ª tappa Sint-Martinusprijs Kontich (Kontich, cronosquadre)
Classifica giovani Ronde des Vallées
- 2016 (Juniores)

Classifica scalatori Oberösterreich Juniorenrundfahrt
Classifica scalatori Internationale Niedersachsen-Rundfahrt der Junioren
- 2017 (SEG Racing Academy)

Classifica scalatori Grand Prix Priessnitz spa
- 2023 (Bora-Hansgrohe)

Classifica a punti Giro di Slovenia

## Piazzamenti

### Grandi Giri
- Tour de France

2021: 119º
- Vuelta a España

2020: 69º

### Classiche monumento
- Milano-Sanremo

2022: ritirato
- Parigi-Roubaix

2022: ritirato
- Liegi-Bastogne-Liegi

2020: 52º
2021: 55º
2022: ritirato
2023: ritirato
2025: ritirato
- Giro di Lombardia

2020: 86º
2021: ritirato
2022: ritirato

### Competizioni mondiali
- Campionati del mondo su strada

Doha 2016 - In linea Juniores: 7º
Innsbruck 2018 - In linea Under-23: ritirato
Yorkshire 2019 - In linea Under-23: 20º
- Campionati del mondo gravel

Veneto 2023 - Elite: 27º

### Competizioni continentali
- Campionati europei su strada

Plumelec 2016 - In linea Juniores: 29º
Trento 2021 - In linea Elite:  ritirato